# قانون گودسال
قانون گودسال (به انگلیسی: Goodsall's rule)، مربوط به مسیر یک فیستول مقعدی (در پوست پری آنال)، از سر خارجی فیستول تا انتهای داخلی آن (در کانال مقعدی) است. این قانون بیان می‌کند که اگر باز شدگی پوستی پری آنال از خلف مقطع عرضی مقعد باشد، مجرای فیستول در کانال آنال (مقعد)، در خط وسط (midline) به عقب باز می‌شود، گاهی (فاصله بین دهانه ابتدای فیستول و دهانه انتهای آن) یک خط منحنی ایجاد می‌کند. یک دهانه پوستی (خارجی) پری آنال که قدام به مقطع عرضی آنوس است، معمولاً با یک فیستول شعاعی همراه است.
یا به عبارت دقیق تر، فیستول‌های باز قدامی تمایل دارند که یک مسیر ساده مستقیم را دنبال کنند، در حالی که فیستول‌های خلفی باز ممکن است پیش از بازشدن در خط میانی خلفی، یک شیار منحنی و نعل اسبی (horseshoe-shaped) را دنبال کنند.
فیستول‌ها را می‌توان به عنوان ارتباط قدامی یا خلفی توصیف کرد که در صفحه کرونال در سراسر آنوس (مقعد) کشیده می‌شود. فیستول‌های قدامی مسیر مستقیم را به کانال مقعد طی می‌کنند. فیستول پشتی یک مسیر منحنی با دهانه خارجی خود دارد که در خلف کانال مقعد، در خط وسط پشت قرار دارد. استثناء این قانون، فیستول‌های قدامی با فاصله بیش از ۲٫۵ سانتیمتر از آنوس قرار دارند، که ممکن است یک مسیر منحنی (شبیه به فیستول خلفی) داشته باشد که در خط وسط در خلف کانال مقعد باز می‌شود.
وقتی که فیستول بیش از ۲٫۵ سانتی‌متر از لبه مقعد باشد، ممکن است که قانون گودسال برقرار نباشد. در چنین شرایطی، فیستول تقریباً همیشه غیر مستقیم است. در شرایطی که چندین فیستول مقعدی وجود دارد، وضعیت به دلیل انشعاب و ارتباط بین این حفره‌ها، شبیه به فیستول باز خلفی است.
تحقیق در مورد بهترین برخورد (choice) با فیستول مقعدی، تصویربرداری رزونانس مغناطیسی (MRI) است. فیستولوگرام‌ها می‌توانند برای نشان دادن مسیر فیستول استفاده شوند.
قانون گودسال توسط David Henry Goodsall در سال ۱۹۰۰ توصیف شد و به همین سبب Goodsall نامیده شد.